# دهستان صدرآباد
دهستان صدرآباد یکی از دهستان‌های شهرستان میبد در استان یزد ایران است که در بخش ندوشن قرار دارد.

## جمعیت
براساس سرشماری مرکز آمار ایران در سال ۱۳۹۵، جمعیت دهستان صدرآباد ۵۵۲ نفر (در ۱۶۸ خانوار) بوده‌است.